# 防空氣球

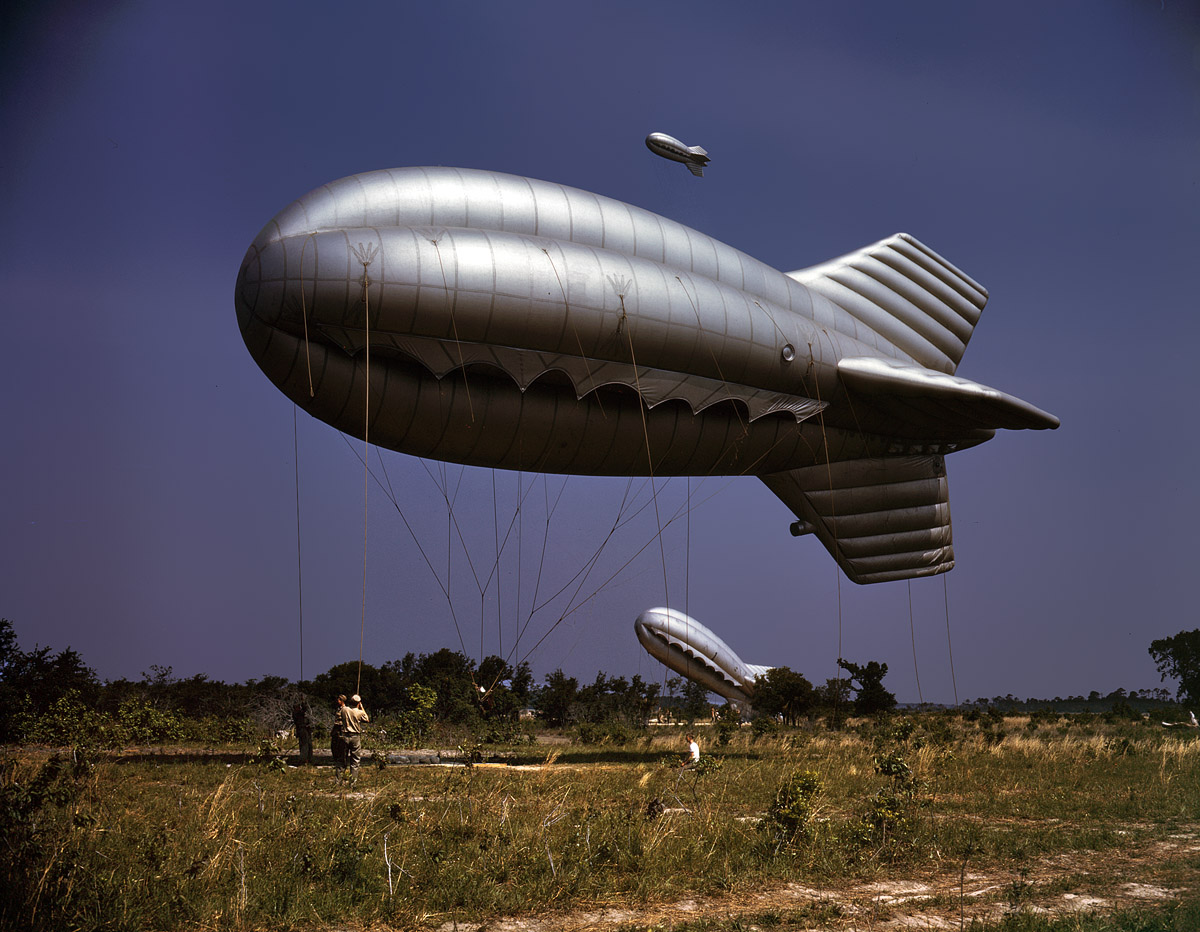
1942年5月帕里斯島的美國海軍防空氣球

防空氣球是一種連接著金屬線的氣球，主要用於防空。其金屬線可以阻礙戰機攻擊，又或與低飛戰機相撞，使其撞毀。其中有些甚至在金屬線上裝上炸藥，以確保能徹底摧毀敵機。由於金屬線較重，使防空氣球難以高飛，只能防禦於低空飛行的戰機。

## 第二次世界大戰

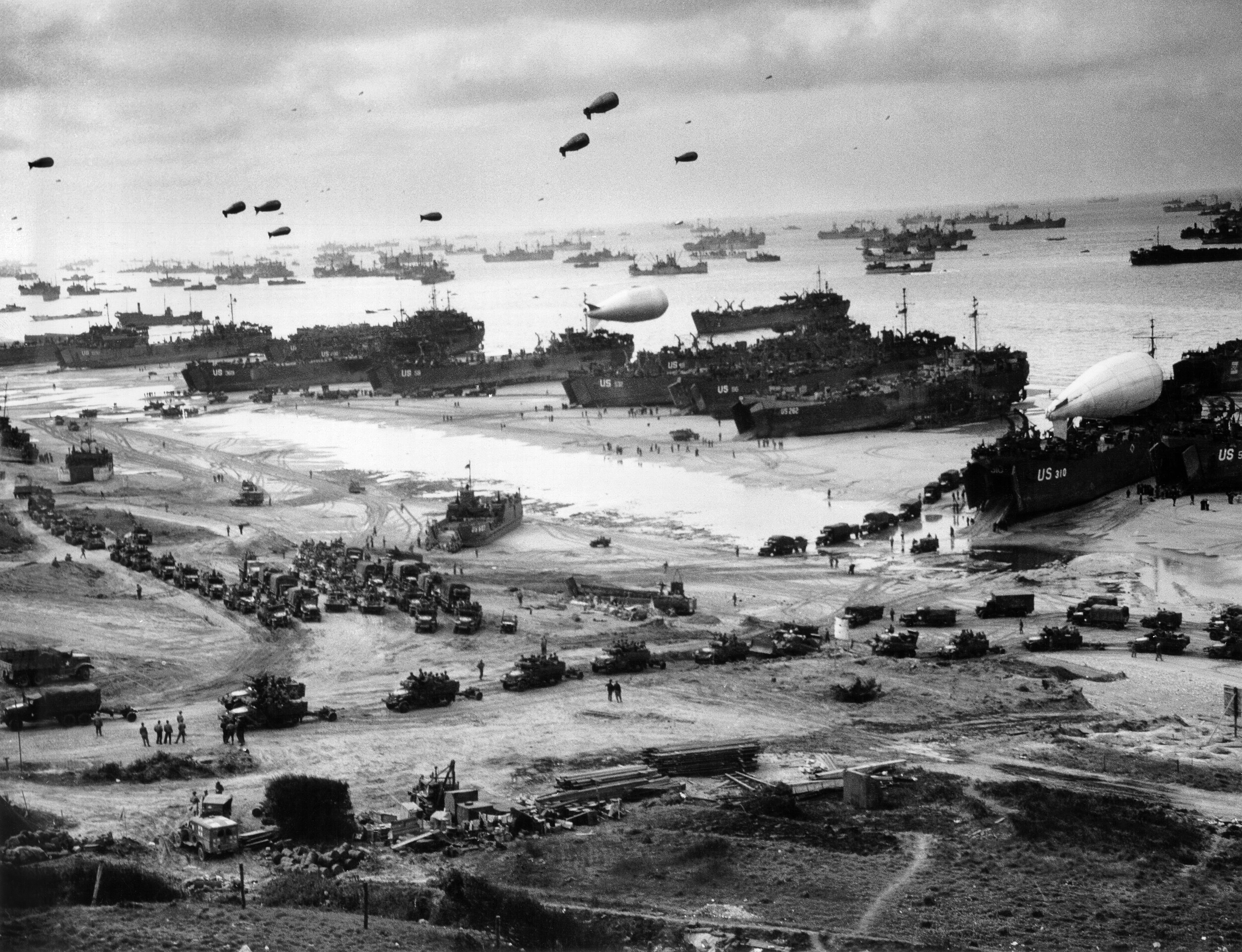
諾曼底戰役中盟軍登陸艦將貨物運至已佔領的海灘。留意在上空的防空氣球。

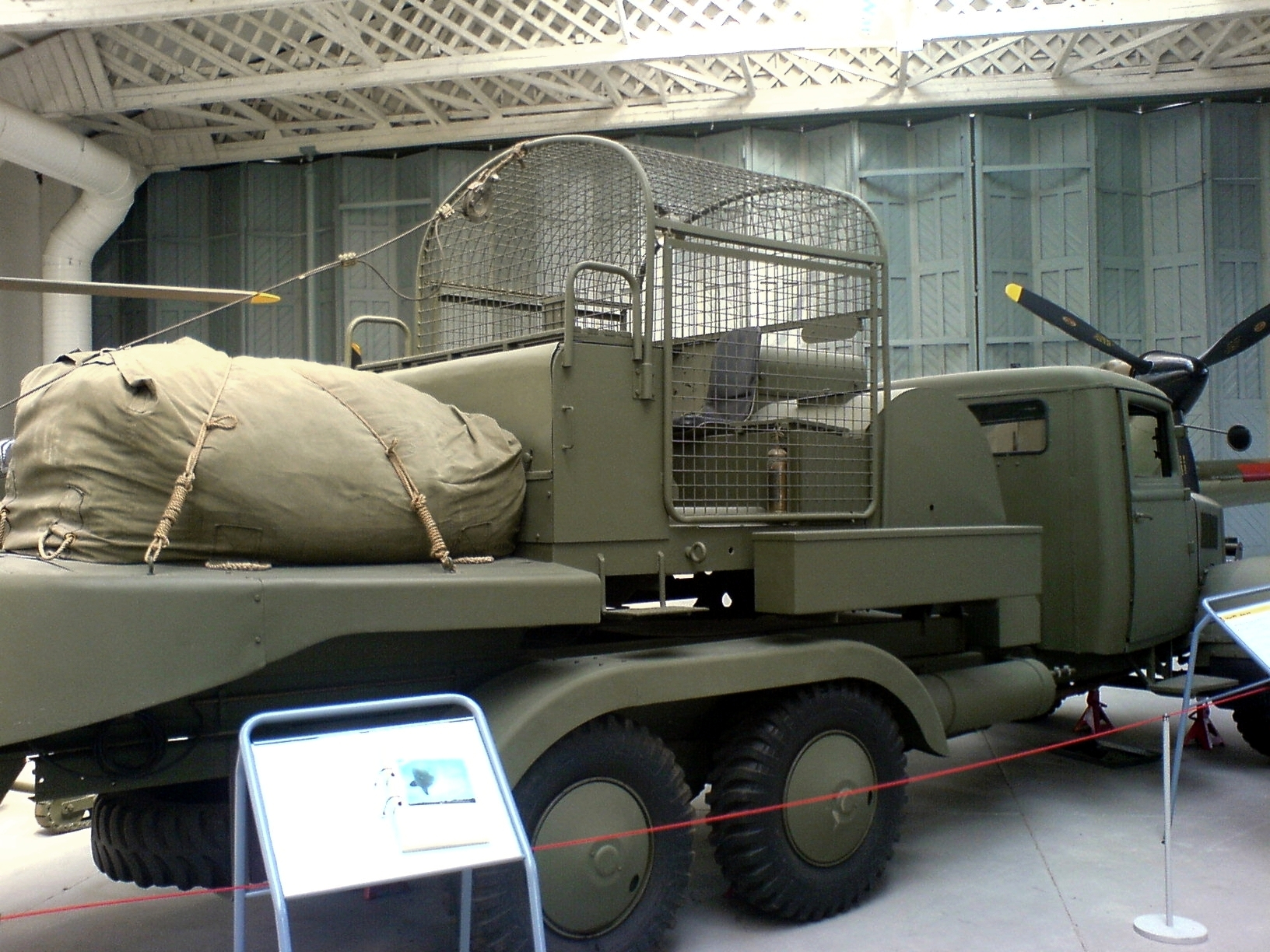
防空氣球亦能從某些專用車輛中放出。

1938年，英國建立了皇家空軍氣球部隊來保護大城市或重要地區，如工廠區、碼頭或海港。防空氣球可以迫使俯衝轟炸機飛得較高（約1500米），減少高射炮瞄準所需的時間（因為戰機越遠，高射炮需要移動的角度越小）。到了1940年中期，皇家空軍氣球部隊已擁有1400個氣球，其中三分之一部署於倫敦地區。
雖然俯衝轟炸機對不設防的目標，如格爾尼卡和鹿特丹非常有效，然而對戰鬥機的抗性很差。因此德軍轉而使用高空轟炸機。德國的高空轟炸機使防空氣球的作用越來越少。儘管如此，英國還是繼續製造防空氣球，直到1944年已有接近3000個。另外，防空氣球對飛行高度只有600米的V-1飛彈亦稍有作用，但當V-1飛彈裝上切線器後，防空氣球的效率越降越低。官方紀錄中共有231支V-1飛彈遭防空氣球攔截。
許多轟炸機後來都配備了切割金屬線的設備。英國大量使用防空氣球使德國必須發展切割金屬線的設備。其中最優秀的一款是機翼前緣的一個C型小設備。當金屬線順著機翼走到設備裡時，會引爆一小團炸藥並推動切線器切斷金屬線。
英國人使用了兩種方式來改進他們的防空氣球，包括“雙降落傘鏈接”（DPL）和“雙降落傘下降”（DP/R）。前者在切線器切斷金屬線時，金屬線中的降落傘會突然彈出，其重量會把戰機帶往地面。另一款則是加強防空氣球本身的安全，降落傘安裝在每條金屬線和氣球本體之上，使其能在遭切斷後能緩緩下降，不至於破壞地面。

## 缺點
氣球有時會造成較大的麻煩。1942年，加拿大軍與美軍進行聯合行動以保護五大湖旁的蘇聖瑪麗。1942年8月至10月，風雨交加。其中一次的風暴把防空氣球的繩子打鬆。其拖曳的金屬線使當地的電網短路，嚴重干擾了採礦及製造，特別是對戰爭至關重要的金屬生產亦遭打亂。加拿大的軍事歷史記錄指“最嚴重的十月事件損失了約400噸鋼和10噸鐵合金。”
這些事件之後，軍隊開始使用新程序，其中包括於冬季期間定期部署演習及部署警戒待命小組在受到攻擊時迅速充填氣球。

## 核武器試驗
第二次世界大戰期間無法預計到的一種使用方法是將過剩的防空氣球用作大氣層內的核武器試驗。如此核武器就可在比高塔更高的地方進行核試。Plumbbob計劃中某次試驗亦有使用防空氣球。

## 外部連結
- 第二次世界大戰期間的防空氣球
- 防空氣球留尼旺俱樂部 （页面存档备份，存于）
- 科技新時代，1943年8月，英國防空氣球的秘密 （页面存档备份，存于）
- : Second World War : Weapons : Barrage Balloons :
- BBC - WW2 People's War - Barrage Balloons Archive.today的存檔，存档日期2013-04-19
- Barrage Balloons in Lincolnshire ~ WW2 Air Defence » Rod Collins （页面存档备份，存于）
- Sqns 900+_P
- Barrage balloons - Google Search （页面存档备份，存于）